# Рябуха Тарас Михайлович
Тара́с Миха́йлович Рябу́ха (9 березня 1988, с. Байдакове Кіровоградської області — 28 травня 2023, Донеччина) — український військовослужбовець, головний сержант 80 ОДШБр Збройних сил України, учасник російсько-української війни.

## Життєпис
Народився 9 березня 1988 року в селі Байдакове Кіровоградської області. Закінчив Омельницьку школу. Професійну освіту здобув у Кременчуцькому професійно-технічному училищі № 6. У 2006 році разом із мамою Тарас переїхав до Одеси.
З 2008 по 2010 і з 2014 по теперішній час Тарас служив — розвідником-снайпером, сержантом-інструктором, головним сержантом і під кінець командиром взводу. З вересня брав участь в обороні Донецького аеропорту у складі 3-го окремого полку спеціального призначення м. Кропивницький, у листопаді 2014 року повернувся додому на короткий термін.
Мав дві контузії й поранення, проходив лікування. Після реабілітації пішов працювати інструктором у військову частину Львова. У 2019 році одружився з новояворівчанкою Наталею.
З початком повномасштабного вторгнення служив у складі 80-ї окремої десантно-штурмової бригади.
Тарас Рябуха загинув 28 травня 2023 року на Донеччині.

## Нагороди
- орден «За мужність» II ступеня (3 листопада 2023, посмертно) — за особисту мужність, виявлену у захисті державного суверенітету та територіальної цілісності України, самовіддане виконання військового обов'язку[3]
- орден «За мужність» III ступеня (6 жовтня 2014) — за особисту мужність і героїзм, виявлені у захисті державного суверенітету та територіальної цілісності України, вірність військовій присязі під час російсько-української війни
- нагрудний знак «За зразкову службу»,
- нагрудний знак «За взірцевість у військовій службі»,
- нагрудний знак «За оборону Донецького аеропорту»,
- почесний нагрудний знак Головнокомандувача ЗСУ «Сталевий хрест» (2022).